# CS Metalurgistul Cugir
Club Sportv Metalurgistul Cugir, cunoscut sub numele de Metalurgistul Cugir, sau pe scurt Metalurgistul, este un club de fotbal profesionist din Cugir, județul Alba, România, care evoluează în prezent în Liga a III-a. În decursul istoriei, echipa evoluează timp de 20 de ani consecutivi în Liga a 2-a, fiind una dintre cele mai longevive echipe care au evoluat în eșalonul secund.

## Istoric
Echipa a fost fondată în anul 1939 cu ajutorul conducerii Uzinei Metalurgice Cugir sub denumirea de Asociația Sportivă Metalurgistul Cugir (ASM Cugir). 
Intrarea României în cel de-al Doilea Război Mondial a sistat competițiile sportive. Totuși, pe perioada războiului, Federația Română de Fotbal a organizat Campionatul de Război și Cupa Eroilor. Sezonul 1942–43 al Cupei Eroilor – competiție care a înlocuit divizia a doua între 1942 și 1944 – a fost organizat în trei serii pe criterii geografice. Echipa Uzinei Metalurgice din Cugir, ghidată de antrenorul-jucător Grațian Sepi – fost jucător al echipei naționale a României, cu 14 goluri în 23 de apariții – a dominat puternica Serie a II-a, formată din zece echipe, terminând cu un avans de trei puncte față de Jiul Petroșani. În barajul de promovare cu UA Brașov, câștigătoarea Seriei a III-a, „Cugirenii” au câștigat primul meci jucat la Cugir cu 5–0, iar o săptămână mai târziu la Brașov, meciul s-a încheiat la egalitate 1–1. Până la urmă, UM Cugir a ratat promovarea în Campionatul de Război – prima divizie în acea perioadă – cedând în fața UD Reșița, câștigătoarea Seriei I, după o spectaculoasă dublă manșă (5–3 și 0–5).
După sfârșitul celui de-Al Doilea Război Mondial, UM Cugir a evoluat în sezonul 1946–47 al Diviziei C, terminând pe locul 8 din 10 în Seria a X-a, și a ajuns în șaisprezecimile Cupei României în sezonul 1947–48, fiind eliminată de CFR Timișoara cu scorul de 1–4. Echipa a participat și în sezonul 1948–49 al celei de-a treia divizii, de această dată sub numele de Metalul Cugir. În momentul desființării Diviziei C, în februarie 1949, echipa se afla pe ultimul loc din 14 în Seria I.

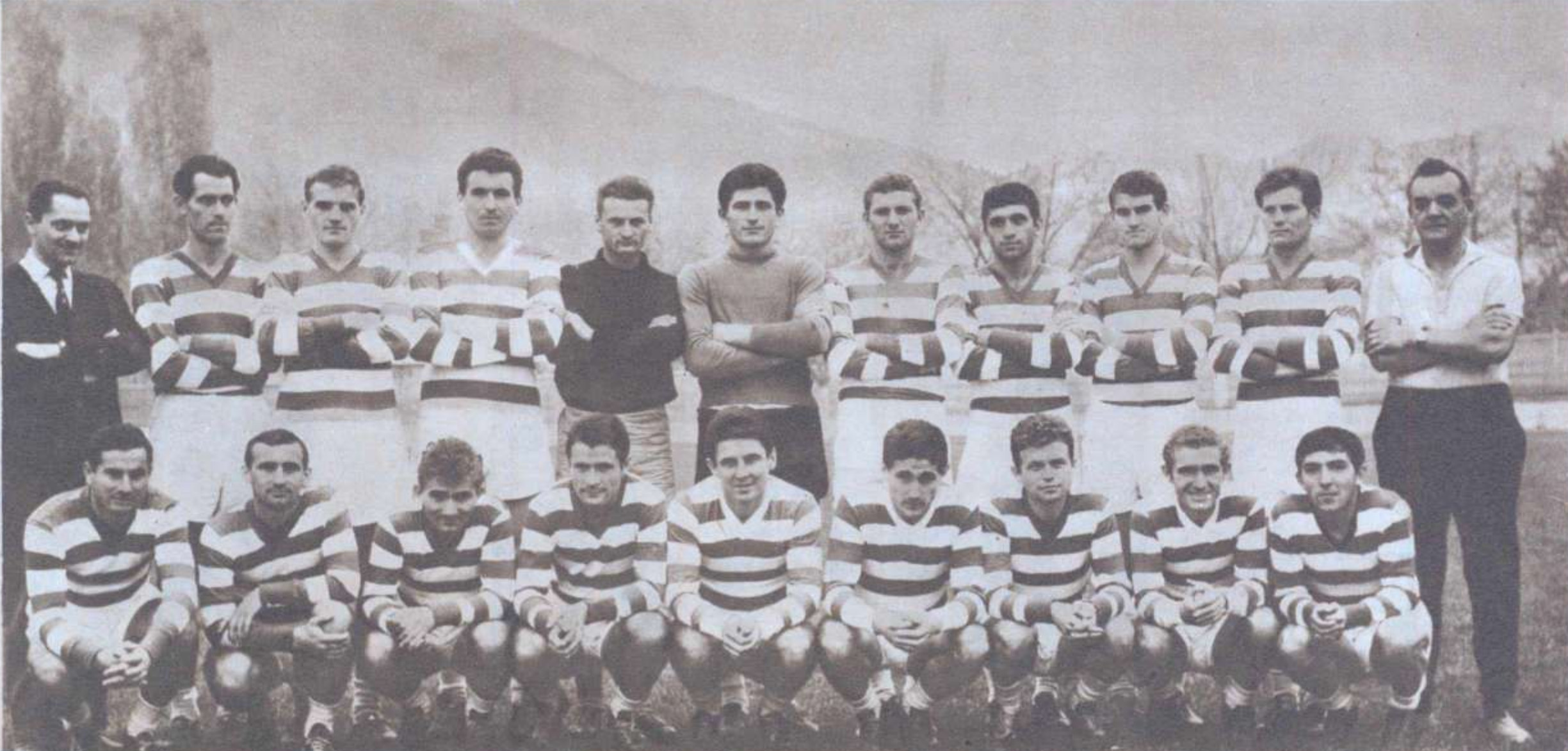
Echipa din sezonul 1966-1967

În sezonul 1961–62, AS Cugir a câștigat titlul de campioană al Campionatului Regional Hunedoara și a promovat ulterior în Divizia B după ce a terminat pe primul loc în Seria a III-a a barajului de promovare desfășurat între șase echipe la Mediaș. Printre cei care au făcut parte din echipa condusă de antrenorul-jucător Iosif Petschovschi s-au numărat portarul Rusu și jucătorii de câmp Niculescu, Sadi, Dumitru Dinea, Munteanu, Tîrnoveanu, Dumitru, Focșa, Bulbucan, Boitoș, Petschowski II și Mihai.
În anul 2003, din motive financiare, echipa este desființatǎ.
Astfel, în anul 2008, ia naștere CSO Cugir, un club sportiv polivalent cu scopul de a readuce dorința de a face sport în orașul Cugir, având secțiile de fotbal, șah și tenis de câmp. În același an, se pun bazele echipei de seniori care pornește din Liga a V-a.

## Stadion
Arena Cugir este terenul gazdei CSO Cugir, este un stadion polivalent, folosit mai ales pentru meciuri de fotbal, are o capacitate de 4.000 de persoane (1.200 pe locuri). Stadionul a fost deschis în anii 1930 și a fost cunoscut drept Stadionul Metalurgistul, apoi Arena CSO până la ultimele lucrări de renovare, când stadionul a fost serios modernizat și redenumit Arena Cugir.

## Palmares
Liga a III-a
- Câștigătoare (3): 1981–82, 1989–90,2020-2021
- Locul 2 (4): 1985–86, 1988–89, 2003–04, 2014–15, 2016–17

Liga a IV-a Alba
- Câștigătoare (1): 2012–13
- Locul 2 (1): 2011–12

Liga a V-a Alba
- Câștigătoare (1): 2009–10
- Locul 2 (1): 2008–09

## Prima Echipă
La 15 martie 2020.
| Nr. |            | Poziție | Jucător               |
| --- | ---------- | ------- | --------------------- |
| 1   | România    | P       | Nicușor Bănică        |
| 4   | România    | F       | Ștefan Radu           |
| 5   | România    | F       | Lusien Contra         |
| 7   | Portugalia | F       | Vitinha               |
| 8   | România    | M       | Lucian Itu            |
| 9   | România    | A       | Claudiu Davidaș       |
| 10  | România    | M       | Paul Păcurar          |
| 11  | România    | M       | Tudor Șaucă (Captain) |
| 12  | România    | P       | Rareș Anton           |
| 13  | România    | F       | Ioan Grozav           |
| 15  | România    | M       | Marius Neagu          |
| 19  | România    | F       | Alin Dohotariu        |

| Nr. |         | Poziție | Jucător          |
| --- | ------- | ------- | ---------------- |
| 20  | România | F       | Alin Șuteu       |
| 21  | România | M       | Răzvan Voicu     |
| 22  | România | P       | Cristian Toilă   |
| 23  | România | M       | Robert Dicu      |
| 24  | România | M       | Denis Casian     |
| 89  | România | F       | Florin Bold      |
| —   | România | F       | Răzvan Trif      |
| —   | România | M       | Cristian Cocan   |
| —   | România | M       | George Goronea   |
| —   | România | M       | Cătălin Mierlici |
| —   | România | A       | Marius Lupu      |

## Staff
| Role                  | Name             |
| --------------------- | ---------------- |
| Presedinte            | Ciprian Pahone   |
| Vice-Presedinte       | Daniel Popa      |
| Board Member          | Sorin Tomescu    |
| Manager General       | Bogdan Petric    |
| Organizator Competiti | Costică Gutunoiu |

| Role               | Name          |
| ------------------ | ------------- |
| Manager            | Andrei Herta  |
| Antrenor Principal | Marius Opric  |
| Doctor             | Cristian Dima |

## Foști jucători
Fotbaliștii menționați mai jos au avut selecții internaționale, au disputat peste 50 de meciuri pentru Metalurgistul și/sau au evoluat în prima divizie la o altă echipă.
- Vasile Chiroiu
- Iosif Petschovschi
- Grațian Sepi

## Foști antrenori
- Ladislau Băcuț
- Rudolf Kotormány (1954–1956)
- Iosif Petschovschi (1961–1962)
- Colea Vâlcov (1962–1964)
- Gheorghe Bărbulescu (1964)
- Ștefan Onisie (1979–1981)
- Ion Barbu (1982–1983)
- Lucian Itu (2019–)